# 施特拉斯基兴
施特拉斯基兴是德国巴伐利亚州的一个市镇。总面积38.39平方公里，总人口3266人，其中男性1624人，女性1642人（2011年12月31日），人口密度85人/平方公里。